# Georges-Charles d'Amboise
 (octobre 2017).
Georges-Charles d'Amboise, né le 19 mai 1819 à Amboise et mort le 8 juillet 1888 à Paris, est un auteur-compositeur peu connu du XIXe siècle.

## Biographie
Fils de Georges Henri Alexis d'Amboise et de Louisa Barwel, il a 11 ans quand en 1830, son père vend ses propriétés du Clos Lucé et du château de Pray, à Amboise et s'installe avec sa famille en Angleterre. En 1840, il épouse Elisa Preston et s'installe à Paris. À la Révolution française de 1848, il retourne en Angleterre, puis  revient en France en 1852 avec sa deuxième épouse, Eugénie Hanzer, dont il aura un fils, Charles-Eugène. Il meurt à Paris, le 8 juillet 1888 et est enterré au cimetière du Père-Lachaise (90e division) le 10.
Il est l'auteur d'œuvres pour piano (valses, polka, mazurka...., etc.) et de chansons.